# Discografia degli AC/DC
La discografia degli AC/DC, gruppo musicale hard rock australiano, è costituita da 17 album in studio (15 distribuiti internazionalmente e 2 solo in Australia), 4 album dal vivo, 2 colonne sonore, 11 album video e 2 box set, pubblicati tra il 1975 e il 2014.
In quarant'anni di carriera gli AC/DC hanno venduto oltre 200 milioni di dischi nel mondo, di cui 71 milioni nei soli Stati Uniti. L'album Back in Black risulta essere il secondo album più venduto nella storia della musica.

## Album

### Album in studio
| Anno                                                                                               | Titolo                                                                                        | Classifiche | Classifiche | Classifiche | Classifiche | Classifiche | Classifiche | Classifiche | Classifiche | Classifiche | Classifiche | Classifiche | Classifiche | Classifiche | Certificazioni |
| Anno                                                                                               | Titolo                                                                                        | AUS         | AUT         | CAN         | FIN         | FRA         | GER         | NLD         | NOR         | NZ          | SWE         | SWI         | UK          | US          | Certificazioni |
| -------------------------------------------------------------------------------------------------- | --------------------------------------------------------------------------------------------- | ----------- | ----------- | ----------- | ----------- | ----------- | ----------- | ----------- | ----------- | ----------- | ----------- | ----------- | ----------- | ----------- | --- |
| 1975                                                                                               | High Voltage (Australia) - Pubblicazione: ottobre 1974 - Etichetta: Albert                    | 7           | —           | —           | —           | —           | —           | —           | —           | —           | —           | —           | —           | —           | - AUS: 5× Platino |
| 1975                                                                                               | T.N.T. (Australia) - Pubblicazione: 1º dicembre 1975 - Etichetta: Albert                      | 2           | —           | —           | —           | —           | —           | —           | —           | 35          | —           | —           | —           | —           | - AUS: 9× Platino |
| 1976                                                                                               | High Voltage (internazionale) - Pubblicazione: 30 aprile 1976 - Etichetta: Atlantic           | 31          | —           | —           | —           | 7           | —           | —           | —           | —           | 58          | 67          | —           | 146         | - FRA: Oro - GER: Oro - ITA: Oro - SWI: Platino - UK: Oro - US: 4× Platino |
| 1976                                                                                               | Dirty Deeds Done Dirt Cheap - Pubblicazione: 20 settembre 1976 - Etichetta: Albert/Atlantic   | 4           | —           | —           | —           | 15          | —           | —           | —           | 20          | 50          | —           | —           | 3           | - AUS: 6× Platino - GER: Platino - SWI: Oro - UK: Oro - US: 7× Platino |
| 1977                                                                                               | Let There Be Rock - Pubblicazione: 21 marzo 1977 - Etichetta: Albert/Atlantic                 | 19          | —           | —           | —           | 9           | —           | 10          | 37          | 42          | 29          | 12          | 17          | 154         | - AUS: 5× Platino - FRA: Oro - GER: Oro - UK: Oro - US: 2× Platino |
| 1978                                                                                               | Powerage - Pubblicazione: 5 maggio 1978 - Etichetta: Atlantic                                 | 22          | —           | —           | —           | 10          | —           | 15          | —           | —           | 19          | 11          | 23          | 133         | - AUS: 3× Platino - FRA: Oro - GER: Oro - SWI: Oro - UK: Oro - US: Platino |
| 1979                                                                                               | Highway to Hell - Pubblicazione: 27 luglio 1979 - Etichetta: Atlantic                         | 13          | 38          | 40          | 37          | 2           | 7           | 14          | 37          | 46          | 24          | 16          | 8           | 17          | - AUS: 5× Platino - AUT: Oro - CAN: 2× Platino - FRA: Platino - GER: Platino - ITA: Platino - SWI: Platino - UK: Platino - US: 8× Platino                                                |
| 1980                                                                                               | Back in Black - Pubblicazione: 25 luglio 1980 - Etichetta: Atlantic                           | 1           | 6           | 1           | 9           | 1           | 3           | 27          | 8           | 24          | 12          | 1           | 1           | 4           | - AUS: 12× Platino - AUT: Platino - CAN: Diamante - FRA: 2× Platino - GER: 2× Platino - ITA: 2× Platino - NZ: 6× Platino - SWI: 2× Platino - UK: 2× Platino - US: 27× Platino            |
| 1981                                                                                               | For Those About to Rock We Salute You - Pubblicazione: 23 novembre 1981 - Etichetta: Atlantic | 3           | 7           | 4           | 19          | 1           | 2           | 22          | 6           | 6           | 9           | 10          | 3           | 1           | - AUS: 5× Platino - AUT: Oro - FRA: Platino - GER: Platino - SWI: Platino - UK: Oro - US: 4× Platino                                                                                     |
| 1983                                                                                               | Flick of the Switch - Pubblicazione: 15 agosto 1983 - Etichetta: Atlantic                     | 3           | 9           | 12          | 3           | 5           | 6           | 10          | 4           | 8           | 8           | 11          | 4           | 15          | - AUS: 3× Platino - FRA: Oro - GER: Oro - UK: Oro - US: Platino |
| 1985                                                                                               | Fly on the Wall - Pubblicazione: 28 giugno 1985 - Etichetta: Atlantic                         | 4           | 24          | 30          | 7           | 19          | 14          | 26          | 17          | 22          | 10          | 19          | 7           | 32          | - AUS: 3× Platino - GER: Oro - SWI: Oro - UK: Argento - US: Platino |
| 1988                                                                                               | Blow Up Your Video - Pubblicazione: 1º febbraio 1988 - Etichetta: Atlantic                    | 2           | 15          | 14          | 1           | 21          | 4           | 26          | 3           | 3           | 4           | 4           | 2           | 12          | - AUS: 3× Platino - FIN: Oro - GER: Oro - SWI: Platino - UK: Oro - US: Platino |
| 1990                                                                                               | The Razors Edge - Pubblicazione: 24 settembre 1990 - Etichetta: Atlantic                      | 3           | 11          | 1           | 1           | 5           | 4           | 19          | 2           | 2           | 5           | 2           | 4           | 2           | - AUS: 5× Platino - AUT: Platino - CAN: 5× Platino - FIN: Platino - FRA: Oro - GER: 2× Platino - ITA: Oro - NZ: 4× Platino - SWI: 2× Platino - UK: Oro - US: 6× Platino                  |
| 1995                                                                                               | Ballbreaker - Pubblicazione: 22 settembre 1995 - Etichetta: Atlantic                          | 1           | 2           | 4           | 1           | 2           | 4           | 28          | 4           | 2           | 1           | 1           | 6           | 4           | - AUS: 3× Platino - AUT: Oro - FIN: Oro - FRA: Platino - GER: Oro - SWI: Oro - UK: Oro - US: 2× Platino                                                                                  |
| 2000                                                                                               | Stiff Upper Lip - Pubblicazione: 28 febbraio 2000 - Etichetta: East West                      | 3           | 1           | 5           | 1           | 2           | 1           | 36          | 6           | 12          | 1           | 2           | 12          | 7           | - AUS: 3× Platino - AUT: Oro - CAN: Platino - FIN: Oro - FRA: 2× Oro - GER: 3× Oro - SWI: Platino - UK: Oro - US: Platino                                                                |
| 2008                                                                                               | Black Ice - Pubblicazione: 17 ottobre 2008 - Etichetta: Columbia                              | 1           | 1           | 1           | 1           | 1           | 1           | 3           | 1           | 1           | 1           | 1           | 1           | 1           | - AUS: 5× Platino - AUT: 3× Platino - CAN: 5× Platino - FIN: 2× Platino - FRA: 2× Platino - GER: 5× Platino - ITA: Oro - NZ: 2× Platino - SWI: 4× Platino - UK: Platino - US: 2× Platino |
| 2014                                                                                               | Rock or Bust - Pubblicazione: 1º dicembre 2014 - Etichetta: Columbia                          | 1           | 1           | 1           | 1           | 1           | 1           | 4           | 1           | 2           | 1           | 1           | 3           | 3           | - AUS: Platino - AUT: 2× Platino - CAN: Platino - FRA: 3× Platino - GER: Diamante - ITA: Platino - NZ: Oro - SWI: 2× Platino - UK: Platino - US: Oro                                     |
| 2020                                                                                               | Power Up - Pubblicazione: 13 novembre 2020 - Etichetta: Columbia                              | 1           | 1           | 1           | 1           | 1           | 1           | 2           | 1           | 1           | 1           | 1           | 1           | 1           | |
| "—" indica una pubblicazione che non si è classificata o che non è stata pubblicata in quel Paese. |                                                                                               |             |             |             |             |             |             |             |             |             |             |             |             |             | |

### Album dal vivo
| Anno                                                                                               | Titolo                                                                                 | Classifiche | Classifiche | Classifiche | Classifiche | Classifiche | Classifiche | Classifiche | Classifiche | Classifiche | Classifiche | Classifiche | Classifiche | Classifiche | Certificazioni |
| Anno                                                                                               | Titolo                                                                                 | AUS         | AUT         | CAN         | FIN         | FRA         | GER         | NLD         | NOR         | NZ          | SWE         | SWI         | UK          | US          | Certificazioni |
| -------------------------------------------------------------------------------------------------- | -------------------------------------------------------------------------------------- | ----------- | ----------- | ----------- | ----------- | ----------- | ----------- | ----------- | ----------- | ----------- | ----------- | ----------- | ----------- | ----------- | --- |
| 1978                                                                                               | If You Want Blood You've Got It - Pubblicazione: 13 ottobre 1978 - Etichetta: Atlantic | 37          | —           | —           | —           | 10          | —           | 7           | —           | —           | —           | —           | 13          | 113         | - AUS: 3× Platino - FRA: Oro - GER: Platino - SWI: Oro - UK: Oro - US: Platino                                            |
| 1992                                                                                               | Live - Pubblicazione: 27 ottobre 1992 - Etichetta: Atco                                | 1           | 21          | 28          | 2           | 1           | 15          | 26          | 10          | 3           | 25          | 10          | 5           | 15          | - AUS: 9× Platino - CAN: Platino - FIN: Oro - FRA: 2× Platino - GER: Oro - ITA: Oro - SWI: Oro - UK: Oro - US: 4× Platino |
| 1992                                                                                               | Live: Collector's Edition - Pubblicazione: 27 ottobre 1992 - Etichetta: Atco           | 44          | 7           | 13          | —           | —           | 5           | —           | —           | —           | 9           | 5           | —           | 34          | - AUT: Oro - US: 2× Platino                                                                                               |
| 2012                                                                                               | Live at River Plate - Pubblicazione: 19 novembre 2012 - Etichetta: Columbia            | 11          | 3           | 16          | 42          | 13          | 57          | 30          | 6           | 23          | 13          | 4           | 14          | 66          | - AUS: Oro - AUT: Oro - FRA: Oro - GER: Oro - ITA: Oro - UK: Oro                                                          |
| "—" indica una pubblicazione che non si è classificata o che non è stata pubblicata in quel Paese. |                                                                                        |             |             |             |             |             |             |             |             |             |             |             |             |             | |

### Colonne sonore
| Anno                                                                                               | Titolo                                                             | Classifiche | Classifiche | Classifiche | Classifiche | Classifiche | Classifiche | Classifiche | Classifiche | Classifiche | Classifiche | Classifiche | Classifiche | Classifiche | Certificazioni |
| Anno                                                                                               | Titolo                                                             | AUS         | AUT         | CAN         | FIN         | FRA         | GER         | NLD         | NOR         | NZ          | SWE         | SWI         | UK          | US          | Certificazioni |
| -------------------------------------------------------------------------------------------------- | ------------------------------------------------------------------ | ----------- | ----------- | ----------- | ----------- | ----------- | ----------- | ----------- | ----------- | ----------- | ----------- | ----------- | ----------- | ----------- | --- |
| 1986                                                                                               | Who Made Who - Pubblicazione: 24 maggio 1986 - Etichetta: Atlantic | 4           | 28          | 12          | 6           | 30          | 24          | 47          | —           | 24          | 21          | 21          | 11          | 33          | - AUS: 5× Platino - GER: Platino - SWI: Oro - UK: Oro - US: 5× Platino                                                            |
| 2010                                                                                               | Iron Man 2 - Pubblicazione: 19 aprile 2010 - Etichetta: Columbia   | 2           | 1           | 1           | 5           | —           | 1           | 5           | 1           | 1           | 1           | 1           | 1           | 4           | - AUS: Platino - AUT: Oro - FIN: Platino - FRA: Oro - GER: Oro - ITA: Platino - NZ: Oro - SWI: Platino - UK: 2× Platino - US: Oro |
| "—" indica una pubblicazione che non si è classificata o che non è stata pubblicata in quel Paese. |                                                                    |             |             |             |             |             |             |             |             |             |             |             |             |             | |

## Box set
| Anno                                                                                               | Titolo                                                             | Contenuto | Classifiche | Classifiche | Classifiche | Classifiche | Classifiche | Classifiche | Classifiche | Classifiche | Certificazioni |
| Anno                                                                                               | Titolo                                                             | Contenuto | AUS         | AUT         | FIN         | FRA         | GER         | SWE         | SWI         | US          | Certificazioni |
| -------------------------------------------------------------------------------------------------- | ------------------------------------------------------------------ | --- | ----------- | ----------- | ----------- | ----------- | ----------- | ----------- | ----------- | ----------- | -------------- |
| 1997                                                                                               | Bonfire - Pubblicazione: 11 novembre 1997 - Etichetta: East West   | - Live from the Atlantic Studios - Let There Be Rock: The Movie - Volts - Back in Black                                                                    | 21          | —           | 47          | 56          | 71          | 60          | —           | 90          | - US: Platino  |
| 2009                                                                                               | Backtracks - Pubblicazione: 10 novembre 2009 - Etichetta: Columbia | - Disc 1: Studio Rarities (CD) - Disc 2: Live Rarities (CD) - Disc 3: Live Rarities (CD) - Family Jewels Disc Three (DVD) - Live at the Circus Krone (DVD) | 16          | 31          | —           | —           | 10          | 16          | 24          | 39          | - AUS: Oro     |
| "—" indica una pubblicazione che non si è classificata o che non è stata pubblicata in quel Paese. |                                                                    | |             |             |             |             |             |             |             |             |                |

## Extended play
| Anno | Titolo                                                               | Classifiche | Classifiche | Certificazioni |
| Anno | Titolo                                                               | FRA         | US          | Certificazioni |
| ---- | -------------------------------------------------------------------- | ----------- | ----------- | -------------- |
| 1984 | '74 Jailbreak - Pubblicazione: 15 ottobre 1984 - Etichetta: Atlantic | 24          | 76          | - US: Platino  |

## Singoli
| Anno                                                                                               | Singolo                                  | Classifiche | Classifiche | Classifiche | Classifiche | Classifiche | Classifiche | Classifiche | Classifiche | Classifiche | Classifiche | Classifiche | Classifiche | Classifiche | Album di provenienza                  |
| Anno                                                                                               | Singolo                                  | AUS         | BEL         | CAN         | FIN         | GER         | IRL         | NLD         | NOR         | NZ          | SWI         | UK          | US          | US Rock     | Album di provenienza                  |
| -------------------------------------------------------------------------------------------------- | ---------------------------------------- | ----------- | ----------- | ----------- | ----------- | ----------- | ----------- | ----------- | ----------- | ----------- | ----------- | ----------- | ----------- | ----------- | ------------------------------------- |
| 1974                                                                                               | Can I Sit Next to You Girl               | 50          | —           | —           | —           | —           | —           | —           | —           | —           | —           | —           | —           | —           | /                                     |
| 1975                                                                                               | Baby, Please Don't Go                    | 20          | —           | —           | —           | —           | —           | —           | —           | —           | —           | —           | —           | —           | High Voltage                          |
| 1975                                                                                               | High Voltage                             | 10          | —           | —           | —           | —           | —           | —           | —           | —           | —           | 48          | —           | —           | T.N.T.                                |
| 1976                                                                                               | It's a Long Way to the Top               | 9           | —           | —           | —           | —           | —           | —           | —           | —           | —           | 55          | —           | —           | T.N.T.                                |
| 1976                                                                                               | T.N.T.                                   | 19          | —           | —           | —           | —           | —           | —           | —           | —           | —           | —           | —           | —           | T.N.T.                                |
| 1976                                                                                               | Jailbreak                                | 10          | —           | —           | —           | —           | —           | —           | —           | —           | —           | —           | —           | —           | Dirty Deeds Done Dirt Cheap           |
| 1976                                                                                               | Dirty Deeds Done Dirt Cheap              | 29          | —           | —           | —           | —           | —           | —           | —           | —           | —           | 47          | —           | 4           | Dirty Deeds Done Dirt Cheap           |
| 1977                                                                                               | Love at First Feel                       | 63          | —           | —           | —           | —           | —           | —           | —           | —           | —           | —           | —           | —           | Dirty Deeds Done Dirt Cheap           |
| 1977                                                                                               | Dog Eat Dog                              | 60          | —           | —           | —           | —           | —           | —           | —           | —           | —           | —           | —           | —           | Let There Be Rock                     |
| 1977                                                                                               | Let There Be Rock                        | 82          | —           | —           | —           | —           | —           | —           | —           | —           | —           | —           | —           | —           | Let There Be Rock                     |
| 1977                                                                                               | Whole Lotta Rosie                        | —           | 12          | —           | —           | —           | —           | 5           | —           | —           | —           | 68          | —           | —           | Let There Be Rock                     |
| 1978                                                                                               | Rock 'n' Roll Damnation                  | 83          | 21          | —           | —           | —           | —           | 18          | —           | —           | —           | 24          | —           | —           | Powerage                              |
| 1978                                                                                               | Whole Lotta Rosie (Live)                 | —           | —           | —           | —           | —           | —           | —           | —           | —           | —           | 36          | —           | —           | If You Want Blood You've Got It       |
| 1979                                                                                               | Highway to Hell                          | 24          | 14          | —           | —           | 30          | 23          | 17          | —           | —           | 65          | 4           | 47          | —           | Highway to Hell                       |
| 1979                                                                                               | Girls Got Rhythm                         | —           | —           | —           | —           | —           | —           | —           | —           | —           | —           | —           | —           | —           | Highway to Hell                       |
| 1980                                                                                               | Touch Too Much                           | —           | —           | —           | —           | 13          | —           | —           | —           | —           | —           | 29          | —           | —           | Highway to Hell                       |
| 1980                                                                                               | You Shook Me All Night Long              | 8           | —           | —           | —           | 29          | 19          | —           | —           | —           | —           | 38          | 35          | —           | Back in Black                         |
| 1980                                                                                               | Hells Bells                              | 7           | —           | —           | —           | 25          | —           | —           | —           | —           | 61          | —           | —           | 50          | Back in Black                         |
| 1980                                                                                               | Rock and Roll Ain't Noise Pollution      | 7           | —           | —           | —           | —           | 15          | —           | —           | —           | —           | 15          | —           | —           | Back in Black                         |
| 1980                                                                                               | Back in Black                            | 65          | —           | —           | —           | —           | —           | —           | —           | —           | —           | 27          | 37          | 51          | Back in Black                         |
| 1981                                                                                               | Let's Get It Up                          | 73          | —           | 9           | —           | 33          | 7           | —           | —           | —           | —           | 13          | 44          | 9           | For Those About to Rock We Salute You |
| 1982                                                                                               | For Those About to Rock                  | —           | —           | —           | —           | —           | 11          | —           | —           | —           | —           | 15          | —           | 4           | For Those About to Rock We Salute You |
| 1983                                                                                               | Guns for Hire                            | —           | —           | —           | —           | —           | 19          | —           | —           | —           | —           | 37          | 84          | 37          | Flick of the Switch                   |
| 1983                                                                                               | Flick of the Switch                      | —           | —           | —           | —           | —           | —           | —           | —           | —           | —           | —           | —           | 26          | Flick of the Switch                   |
| 1984                                                                                               | Nervous Shakedown                        | —           | —           | —           | —           | —           | 20          | —           | —           | —           | —           | 35          | —           | —           | Flick of the Switch                   |
| 1984                                                                                               | Jailbreak                                | —           | —           | —           | —           | —           | —           | —           | —           | —           | —           | —           | —           | 33          | '74 Jailbreak                         |
| 1985                                                                                               | Danger                                   | 69          | —           | —           | —           | —           | —           | —           | —           | 47          | —           | 48          | —           | —           | Fly on the Wall                       |
| 1985                                                                                               | Sink the Pink                            | —           | —           | —           | —           | —           | —           | —           | —           | —           | —           | —           | —           | —           | Fly on the Wall                       |
| 1986                                                                                               | Shake Your Foundations                   | 91          | —           | —           | 10          | —           | 23          | —           | —           | —           | —           | 24          | —           | —           | Fly on the Wall                       |
| 1986                                                                                               | Who Made Who                             | 9           | —           | —           | 2           | —           | 9           | —           | 7           | 35          | —           | 16          | —           | 23          | Who Made Who                          |
| 1986                                                                                               | You Shook Me All Night Long (riedizione) | 70          | —           | —           | 12          | —           | —           | —           | —           | —           | —           | 46          | —           | —           | Who Made Who                          |
| 1988                                                                                               | Heatseeker                               | 5           | —           | 79          | 1           | 26          | 7           | 82          | 2           | 29          | 15          | 12          | —           | 20          | Blow Up Your Video                    |
| 1988                                                                                               | That's the Way I Wanna Rock 'n' Roll     | 68          | —           | —           | 6           | —           | 7           | —           | —           | 35          | —           | 22          | —           | 28          | Blow Up Your Video                    |
| 1990                                                                                               | Thunderstruck                            | 4           | 4           | 20          | 1           | 21          | 5           | 3           | —           | 3           | 16          | 13          | —           | 5           | The Razors Edge                       |
| 1990                                                                                               | Moneytalks                               | 21          | 26          | 12          | 4           | —           | 15          | 24          | —           | 9           | —           | 36          | 23          | 3           | The Razors Edge                       |
| 1991                                                                                               | Are You Ready                            | 18          | —           | —           | 14          | 38          | 6           | —           | —           | 1           | —           | 34          | —           | 16          | The Razors Edge                       |
| 1992                                                                                               | Highway to Hell (live)                   | 29          | —           | —           | 5           | —           | 12          | 69          | —           | —           | 37          | 14          | —           | 29          | Live                                  |
| 1993                                                                                               | Dirty Deeds Done Dirt Cheap (live)       | —           | —           | —           | —           | —           | —           | —           | —           | 34          | —           | 68          | —           | —           | Live                                  |
| 1993                                                                                               | Big Gun                                  | 19          | 35          | 66          | 4           | 20          | 14          | 18          | 8           | 3           | 5           | 23          | 65          | 1           | Last Action Hero Soundtrack           |
| 1995                                                                                               | Hard as a Rock                           | 14          | 30          | —           | 1           | 25          | 28          | —           | 4           | 16          | 28          | 33          | —           | 1           | Ballbreaker                           |
| 1995                                                                                               | Hail Caesar                              | 92          | —           | —           | —           | —           | —           | —           | —           | —           | —           | 56          | —           | —           | Ballbreaker                           |
| 1996                                                                                               | Cover You in Oil                         | —           | —           | 83          | —           | —           | —           | —           | —           | —           | —           | 85          | —           | 9           | Ballbreaker                           |
| 1996                                                                                               | Ballbreaker                              | 49          | —           | —           | —           | —           | —           | —           | —           | 36          | —           | —           | —           | 25          | Ballbreaker                           |
| 1997                                                                                               | Dirty Eyes                               | —           | —           | —           | —           | 71          | —           | —           | —           | —           | —           | —           | —           | 6           | Bonfire                               |
| 2000                                                                                               | Stiff Upper Lip                          | —           | —           | —           | 18          | —           | —           | —           | —           | —           | —           | 65          | —           | 1           | Stiff Upper Lip                       |
| 2000                                                                                               | Satellite Blues                          | 23          | —           | —           | —           | —           | —           | —           | —           | —           | —           | —           | —           | 7           | Stiff Upper Lip                       |
| 2000                                                                                               | Safe in New York City                    | —           | —           | —           | —           | —           | —           | —           | —           | —           | —           | —           | —           | 21          | Stiff Upper Lip                       |
| 2008                                                                                               | Rock 'N Roll Train                       | —           | —           | 45          | —           | —           | —           | —           | —           | —           | —           | —           | —           | 1           | Black Ice                             |
| 2008                                                                                               | Big Jack                                 | —           | —           | 83          | —           | —           | —           | —           | —           | —           | —           | —           | —           | —           | Black Ice                             |
| 2009                                                                                               | Anything Goes                            | —           | —           | —           | —           | —           | —           | —           | —           | —           | —           | —           | —           | 34          | Black Ice                             |
| 2009                                                                                               | Money Made                               | —           | —           | —           | —           | —           | —           | —           | —           | —           | —           | —           | —           | —           | Black Ice                             |
| 2011                                                                                               | Shoot to Thrill (live)                   | —           | —           | —           | —           | —           | —           | —           | —           | —           | —           | 98          | —           | —           | Live at River Plate                   |
| 2014                                                                                               | Play Ball                                | —           | 45          | 53          | —           | 39          | —           | —           | —           | —           | 19          | 85          | —           | 5           | Rock or Bust                          |
| 2014                                                                                               | Rock or Bust                             | —           | 68          | —           | —           | 47          | —           | —           | —           | —           | 55          | —           | —           | 8           | Rock or Bust                          |
| 2015                                                                                               | Rock the Blues Away                      | —           | 75          | —           | —           | —           | —           | —           | —           | —           | —           | —           | —           | 40          | Rock or Bust                          |
| 2015                                                                                               | Sweet Candy                              | —           | —           | —           | —           | —           | —           | —           | —           | —           | —           | —           | —           | —           | Rock or Bust                          |
| "—" indica una pubblicazione che non si è classificata o che non è stata pubblicata in quel Paese. |                                          |             |             |             |             |             |             |             |             |             |             |             |             |             |                                       |

## Videografia

### Album video
| Anno | Titolo | Certificazioni |
| ---- | --- | --- |
| 1980 | AC/DC: Let There Be Rock - Pubblicazione: 1980 (VHS), 2003 (DVD), 2011 (Blu-ray) - Etichetta: Warner Bros. - Formati: VHS, DVD, Blu-ray Disc | - UK: Platino |
| 1985 | Fly on the Wall - Pubblicazione: 1985 - Etichetta: Atlantic - Formati: VHS, Laserdisc                                                        | |
| 1986 | Who Made Who - Pubblicazione: 1986 - Etichetta: Atlantic - Formati: VHS                                                                      | - US: Oro |
| 1991 | Clipped - Pubblicazione: 1991 - Etichetta: Atlantic - Formati: VHS, Laserdisc                                                                | |
| 1992 | Live at Donington - Pubblicazione: 1992 (VHS), 2003 (DVD), 2007 (Blu-ray) - Etichetta: Epic - Formati: VHS, Laserdisc, DVD, Blu-ray Disc     | - AUS: 7× Platino - AUT: Oro - FIN: Oro - FRA: 2× Platino - GER: 3× Platino - NZ: Platino - SWI: Platino - UK: 2× Platino - US: 6× Platino                   |
| 1996 | No Bull - Pubblicazione: 1996 (VHS), 2000 (DVD), 2008 (Blu-ray) - Etichetta: Epic - Formati: VHS, Laserdisc, DVD, Blu-ray Disc               | - AUS: 6× Platino - AUT: Oro - CAN: 3× Platino - FRA: 2× Platino - GER: Oro - NZ: Platino - UK: Platino - US: 5× Platino                                     |
| 2001 | Stiff Upper Lip Live - Pubblicazione: 4 dicembre 2001 - Etichetta: East West - Formati: DVD, VHS                                             | - AUT: 2× Platino - UK: Oro - US: Oro |
| 2005 | Family Jewels - Pubblicazione: 29 marzo 2005 - Etichetta: Epic - Formati: 2 DVD                                                              | - AUS: 8× Platino - AUT: Oro - CAN: 5× Platino - FIN: Platino - FRA: 2× Platino - GER: 7× Oro - SWI: 2× Platino - UK: 2× Platino - US: Diamante              |
| 2007 | Plug Me In - Pubblicazione: 16 ottobre 2007 - Etichetta: Columbia - Formati: 2 DVD (standard), 3 DVD (collector's edition)                   | - AUS: 6× Platino - AUT: Oro - CAN: 3× Platino - FIN: Oro - FRA: 3× Platino - GER: 2× Platino - NZ: 2× Platino - SWI: Platino - UK: Platino - US: 5× Platino |
| 2011 | Live at River Plate - Pubblicazione: 10 maggio 2011 - Etichetta: Columbia - Formati: DVD, Blu-ray Disc                                       | - AUS: 4× Platino - AUT: Oro - FIN: Oro - FRA: Diamante - GER: 3× Platino - NZ: Oro - UK: Platino                                                            |

### Video musicali
| Anno | Titolo                                                  | Regista                       |
| ---- | ------------------------------------------------------- | ----------------------------- |
| 1974 | Can I Sit Next to You, Girl                             |                               |
| 1975 | High Voltage                                            | Larry Larstead                |
| 1975 | Baby, Please Don't Go                                   |                               |
| 1975 | Show Business                                           |                               |
| 1976 | Jailbreak                                               | Paul Drane                    |
| 1976 | It's a Long Way to the Top (If You Wanna Rock 'n' Roll) | Paul Drane                    |
| 1976 | Problem Child                                           | Russell Mulcahy               |
| 1976 | Baby, Please Don't Go                                   | Russell Mulcahy               |
| 1976 | Dirty Deeds Done Dirt Cheap                             |                               |
| 1977 | Dog Eat Dog                                             |                               |
| 1977 | Let There Be Rock                                       |                               |
| 1978 | Rock 'n' Roll Damnation                                 |                               |
| 1978 | Sin City                                                |                               |
| 1978 | Riff Raff                                               |                               |
| 1978 | Fling Thing/Rocker                                      |                               |
| 1978 | Whole Lotta Rosie                                       |                               |
| 1979 | Shot Down in Flames                                     |                               |
| 1979 | Walk All Over You                                       |                               |
| 1979 | Touch Too Much                                          |                               |
| 1979 | If You Want Blood (You've Got It)                       |                               |
| 1980 | Girls Got Rhythm                                        |                               |
| 1980 | Highway to Hell                                         |                               |
| 1980 | Back in Black                                           | Eric Dionysius & Eric Mistler |
| 1980 | Hells Bells                                             | Eric Dionysius & Eric Mistler |
| 1980 | Let Me Put My Love Into You                             | Eric Dionysius & Eric Mistler |
| 1980 | You Shook Me All Night Long                             | Eric Dionysius & Eric Mistler |
| 1980 | What Do You Do for Money Honey                          | Eric Dionysius & Eric Mistler |
| 1980 | Rock and Roll Ain't Noise Pollution                     | Eric Dionysius & Eric Mistler |
| 1981 | Put the Finger on You                                   | Derek Burbidge                |
| 1981 | Let's Get It Up                                         | Derek Burbidge                |
| 1982 | For Those About to Rock (We Salute You)                 | Derek Burbidge                |
| 1982 | Flick of the Switch                                     | Paul Becher                   |
| 1983 | Nervous Shakedown                                       | Paul Becher                   |
| 1983 | Guns for Hire                                           | Paul Becher                   |
| 1985 | Sink the Pink                                           | Brian Ward                    |
| 1985 | Danger                                                  | Brian Ward                    |
| 1985 | Stand Up                                                | Brian Ward                    |
| 1985 | Fly on the Wall                                         | Brian Ward                    |
| 1985 | Shake Your Foundations                                  | Brian Ward                    |
| 1986 | You Shook Me All Night Long                             | David Mallet                  |
| 1986 | Who Made Who                                            | David Mallet                  |
| 1987 | Heatseeker                                              | David Mallet                  |
| 1988 | That's the Way I Wanna Rock 'n' Roll                    | David Mallet                  |
| 1990 | Thunderstruck                                           | David Mallet                  |
| 1990 | Moneytalks                                              | David Mallet                  |
| 1991 | Are You Ready                                           | David Mallet                  |
| 1993 | Big Gun                                                 | David Mallet                  |
| 1995 | Cover You in Oil                                        | David Mallet                  |
| 1995 | Hard as a Rock                                          | David Mallet                  |
| 1996 | Hail Caesar                                             | David Mallet                  |
| 2000 | Stiff Upper Lip                                         | Andy Morahan                  |
| 2000 | Satellite Blues                                         | Andy Morahan                  |
| 2000 | Safe in New York City                                   | Andy Morahan                  |
| 2008 | Rock 'n Roll Train                                      | David Mallet                  |
| 2009 | Anything Goes                                           | David Mallet                  |
| 2010 | Shoot to Thrill                                         | David Mallet                  |
| 2010 | Highway to Hell (live from Buenos Aires)                | David Mallet                  |
| 2014 | Play Ball                                               | David Mallet                  |
| 2014 | Rock or Bust                                            | David Mallet                  |
| 2015 | Rock the Blues Away                                     | David Mallet                  |